# Centurion (tank)
Tank Centurion byl britský hlavní bojový tank v poválečném období. Jeho vývoj začal během války, výroba však začala až počátkem roku 1945 a je považovaná za jednu z nejzdařilejších poválečných konstrukcí. Vzhledem k tomu se stroj vyráběl až do roku 1962, přičemž bylo vyrobeno 4 423 tanků všech variant. První tanky byly vyzbrojeny sedmnáctiliberním kanónem (ráže 76,2 mm), ale ten byl od třetí verze nahrazen dvacetiliberním kanónem (ráže 83,8 mm) a u posledních variant kanónem L7 ráže 105 mm. S kanónem byl spřažen 7,62mm kulomet a podobný kulomet byl lafetován u velitelské věžičky. Dále byl na tanku instalován zastřelovací kulomet ráže 12,7 mm a 2 × 6 výmetnic dýmových granátů. Některé z variant postavené na podvozku Centurionu slouží dodnes.

## Nasazení
Tank Centurion byl dodán k bojovým jednotkám až v květnu 1945 a do bojů druhé světové války již nezasáhl. Účastnil se však mnoha konfliktů – války v Koreji, bojů o Suezský průplav, konfliktů mezi Indií a Pákistánem, v izraelsko-arabských válkách, ve vietnamské válce, v občanské válce v Angole, ve válce o Falklandy a dokonce i ve válce v Perském zálivu.

## Varianty

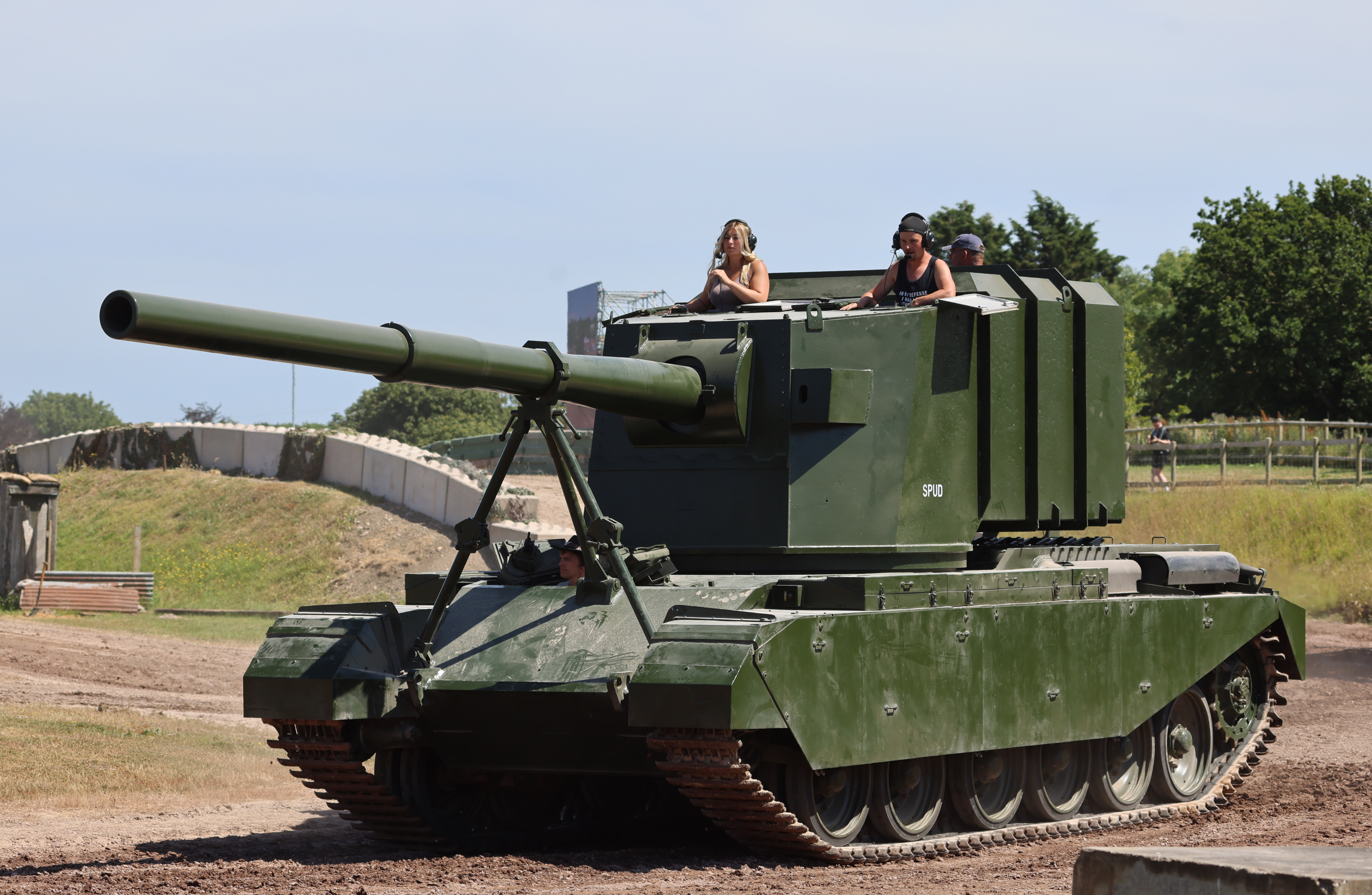
Stíhač tanků FV 4005

- Centurion AVRE – ženijní tank se speciálním vybavením
- Vyprošťovací tank
- Olifant – verze vzniklá v Jihoafrické republice
- Temsah – těžký obrněný transportér, který vznikl na bázi vyřazených jordánských tanků Centurion
- Modernizované izraelské tanky
- FV 4005 – Experimentální stíhač tanků se 183mm kanónem L4.[8]

## Uživatelé
- Rakousko
- Kanada
- Dánsko
- Indie
- Irák
- Izrael
- Kuvajt
- Jordánsko
- Nizozemsko
- Nový Zéland
- Singapur
- Somálsko
- Jižní Afrika
- Švédsko
- Švýcarsko
- Velká Británie
- Austrálie